# Pedro Espinha
Pedro Espinha, de son nom complet Pedro Manuel Espinha Ferreira, est un footballeur portugais né le 25 septembre 1965 à Mafra. Il était gardien de but.

## Biographie
Il possède 6 sélections en équipe du Portugal. Il fait partie du groupe portugais qui participe à l'Euro 2000, y jouant le match contre l'Allemagne.

## Carrière
- 1984-1986 :  Cova Piedade
- 1986-1987 :  Académica
- 1987-1989 :   Sacavenense
- 1989-1994 :  CF Belenenses
- 1994-1997 :  SC Salgueiros
- 1997-2000 :  Vitória Guimarães
- 2000-2002 :  FC Porto
- 2002-2003 :  Vitória Setúbal

## Palmarès

### En club
Avec le FC Porto :
- Vainqueur de la Coupe du Portugal en 2001
- Vainqueur de la Supercoupe du Portugal en 2001